# 朱鐵和
朱鐵和（英語：Chu Tit-Wo，1949年—），香港男演員，1976年加入麗的電視，即受重用，演出《牛精良》任主角，後來1979年繼續演出《浣花洗劍錄》，並在多套劇集中任要角，1982年轉投無綫電視。
朱加入香港無綫後，1984年在《鹿鼎記》的演出李自成備受注目，1991年《日月神劍》飾演大魔王天魔，並在1994年演出最代表作《射鵰英雄傳》中的西毒歐陽峰，1990年代中期以後移民美國波士頓，其後長居於加拿大多倫多，近年沒有參與任何的影視作品，直到2015年回流香港後再度首次參與演出。
朱鐵和擅長演出武俠劇反派，最知名的演出乃電影《唐伯虎點秋香》中跟周星馳唱「燒雞翼」歌。

## 演出作品

### 電視劇 (麗的電視)
- 1976年：大家姐 飾 鐵頭
- 1976年：大件事的几个单元剧。
- 1977年：牛精良
- 1977年：三少爺的劍
- 1978年：李後主 飾 曹彬
- 1978年：巨星 飾 管定龍
- 1979年：情人箭 飾 吳七
- 1979年：沈勝衣 飾 於謙
- 1979年：浣花洗劍錄 飾 公孫虹
- 1979年：天蠶變 飾 陸基 外號:子母金環
- 1979年：天龍訣 飾 扶桑客
- 1980年：湖海爭霸錄 飾 烈青雲
- 1980年：大內群英續集 飾 文燕來
- 1981年：少年黃飛鴻 飾 納蘭錫堅

### 電視劇 (無綫電視)
- 1982年：孤城客
- 1983年：老洞 飾 阿森/森哥（謝家資深手下）
- 1983年：射鵰英雄傳之鐵血丹心 飾 郭嘯天
- 1983年：十三妹 飾 杞獻唐
- 1983年：勇者福星 飾 漢人軍官
- 1984年：決戰玄武門 飾 司馬恆
- 1984年：老婆大過天 飾 有宗（黃杏秀丈夫）
- 1984年：魔域桃源 飾 無塵子
- 1984年：鹿鼎記 飾 李自成
- 1985年：挑戰 飾 劉曜山
- 1985年：楊家將 飾 鐵拐李
- 1985年：觀世音 飾 滅世魔尊
- 1985年：碧血劍 飾 李自成
- 1985年：雪山飛狐 飾 汪鐵鶚
- 1986年：倚天屠龍記 飾 白龜壽
- 1987年：書劍恩仇錄 飾 楊成協
- 1987年：鄭成功 飾 田川左衛門
- 1987年：天狼劫 飾 白天行
- 1988年：太平天國 飾 羅大綱
- 1988年：奇門鬼谷 飾 晏飛
- 1988年：當代男兒 飾 李Sir
- 1989年：義不容情 飾 趙加敏之舅父
- 1989年：俠客行 飾 石清
- 1989年：決戰皇城 飾 韓世忠
- 1990年：蜀山奇俠 飾 綠袍老祖
- 1990年：烏金血劍 飾 鐵隱
- 1991年：邊城浪子 飾 丁乘風
- 1991年：日月神劍 飾 天魔
- 1992年：血濺塘西 飾 張彪
- 1993年：射鵰英雄傳之九陰真經 飾 裘千仞
- 1994年：獨臂刀客 飾 風一雷
- 1994年：射鵰英雄傳之南帝北丐 飾 劉廣（劉瑛父）
- 1994年：射鵰英雄傳 飾 歐陽峰
- 1994年：異度凶情 飾 董玄居
- 1995年：神鵰俠侶 飾 歐陽峰
- 1995年：包青天之假琥珀 飾 胡江
- 1996年：笑傲江湖 飾 林震南
- 1996年：武當張三丰 飾 老陀（孟哥至烈）
- 1997年：大刺客 飾 聶鋒

### 網劇
- 2017年：神精學妹 飾 楊遠紹

### 電影
- 1974年：赤膽好漢
- 1975年：香港超人大破摧花黨
- 1977年：鱷潭群英會
- 1979年：血汗金錢
- 1981年：碧血劍 飾 黃真
- 1982年：紅粉動江湖
- 1982年：癲馬靈猴
- 1986年：扭計雜牌軍
- 1987年：A計劃續集
- 1990年：天若有情
- 1990年：龍鳳茶樓 飾 黑牛
- 1990年：富貴兵團
- 1991年：嘩鬼住正隔離
- 1992年：賭城大亨II之至尊無敵
- 1993年：黃飛鴻之鐵雞鬥蜈蚣 飾 鐵師傅
- 1993年：唐伯虎點秋香 飾 寧王使節
- 1995年：功夫特警
- 2024年：青春再見青春(中國劇集)
- 2024年：潮汕風雲(中國劇集)

## 歌曲
- 電影《唐伯虎點秋香》中與周星馳合唱名曲「燒雞翼」

## 外部連結
- 朱鐵和在香港影庫上的簡介